# Allgemeines Institut gegen die Geschwulstkrankheiten
Das Allgemeine Institut gegen die Geschwulstkrankheiten war ein von 1935 bis 1945 am städtischen Rudolf-Virchow-Krankenhaus in Berlin bestehendes Institut für die klinische Behandlung von Krebserkrankungen und die experimentelle Krebsforschung.

## Strukturelle Entwicklung
Die Eröffnung des Allgemeinen Instituts gegen die Geschwulstkrankheiten erfolgte am 1. Juli 1935. An der Entstehung waren neben der Stadt Berlin das Reichsministerium des Innern und das Reichsministerium für Wissenschaft, Erziehung und Volksbildung beteiligt. Hintergrund der Gründung war die De-facto-Zerschlagung des 1903 entstandenen Krebsforschungsinstituts der Berliner Universität durch die ab 1933 erfolgte Entlassung der jüdischen Mitarbeiter nach der Machtergreifung der Nationalsozialisten in Deutschland.
Das Institut gliederte sich in ein Zentrales Röntgeninstitut mit Diagnostikum und Therapietrakt sowie ein Geschwulstinstitut mit zwei klinischen Abteilungen mit jeweils 50 Betten, einer biologischen Abteilung, einer physikalischen Abteilung und einer Abteilung für Gewebezüchtung und Mikrokinematographie. Der biologischen Abteilung war ab 1936 die Tumorfarm der Deutschen Forschungsgemeinschaft (DFG) angeschlossen, eine zentrale Zuchtanstalt für Versuchstiere für die experimentelle Krebsforschung. Im Jahr 1939 erfolgte die Aufteilung der biologischen Abteilung in eine biologische und eine chemische Abteilung.
Für pathologisch-anatomische Fragestellungen war ein Mitarbeiter des Allgemeinen Instituts gegen die Geschwulstkrankheiten im Institut für Pathologie des Rudolf-Virchow-Krankenhauses tätig. Die räumliche und institutionelle Zuordnung der Tumorfarm wechselte später an das 1942 in Posen neugegründete Zentralinstitut für Krebsforschung. Ab 1943 kam es kriegsbedingt zu Beschädigungen der Einrichtungen des Instituts und zur Auslagerung von Teilen verschiedener Abteilungen. Nach dem Ende des Zweiten Weltkrieges wurde das Institut nicht wieder errichtet.

## Finanzierung
Die Stadt Berlin finanzierte die für die Einrichtung des Allgemeinen Instituts gegen die Geschwulstkrankheiten notwendigen baulichen Veränderungen und Erweiterungen am Rudolf-Virchow-Krankenhaus sowie die Ausstattung und das Personal des Instituts. Für die Finanzierung der Forschungsprojekte und der Tumorfarm war die DFG zuständig. Hinzu kam eine sogenannte „Führerspende“ in Höhe von 100.000 Reichsmark pro Jahr für die Krebsforschung.

## Am Institut tätige Ärzte und Wissenschaftler
Zum Kurator des Allgemeinen Instituts gegen die Geschwulstkrankheiten wurde der Chirurg Ferdinand Sauerbruch ernannt. Als Direktor fungierte der Radiologe Heinrich Cramer, der zuvor bereits Leiter des Röntgen-Instituts am Rudolf-Virchow-Krankenhaus gewesen war. Als Direktor des Allgemeinen Instituts gegen die Geschwulstkrankheiten wurde er zudem einer von ab diesem Zeitpunkt drei ärztlichen Direktoren des Krankenhauses. Sein Stellvertreter wurde Arthur Hintze, der seit 1927 als Leiter des Röntgen-Radium-Instituts der Chirurgischen Universitätsklinik Berlin tätig gewesen war. Cramer und Hintze leiteten am Allgemeinen Institut gegen die Geschwulstkrankheiten auch die erste beziehungsweise zweite klinische Abteilung.
Die Leitung der biologischen Abteilung übernahm zunächst Friedrich Holtz. Ihm folgte 1939 Friedrich Kröning von der Universität Göttingen, der dort bereits ab 1937 eine Versuchstierzucht der DFG geleitet hatte. Leiter der physikalischen Abteilung sowie der Abteilung für Gewebezüchtung und Mikrokinematographie wurden Erwin Hasché beziehungsweise Karl Höfer. Den Aufbau der aus der biologischen Abteilung ausgegliederten chemischen Abteilung übernahm Hans Lettré, der ebenfalls von der Universität Göttingen an das Allgemeine Institut gegen die Geschwulstkrankheiten wechselte. Nach seiner Rückkehr nach Göttingen auf eine Professur für Organische Chemie war er ab 1942 als auswärtiges wissenschaftliches Mitglied weiterhin mit dem Institut verbunden.